# Palladium (Göteborg)

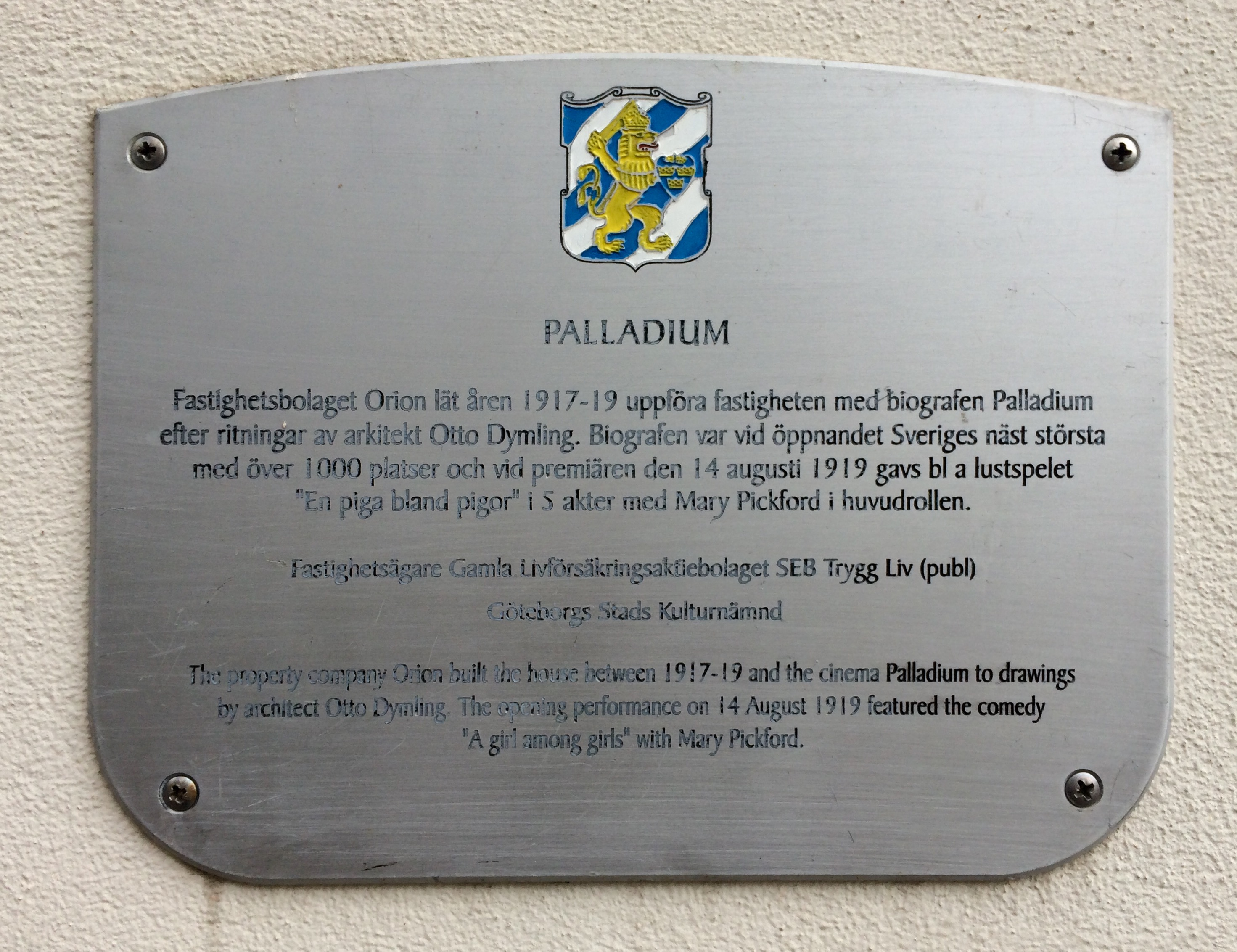
Informationsplakett uppsatt vid biografen Palladium. Den var en del av Göteborgs stads kulturnämnds "Projekt Husmärkning" åren 2000–2001 med drygt hundra skyltar på några av stadens utmärkta hus.

Palladium var en biograf på Lilla Nygatan 2 i Göteborg, som vid öppnandet den 14 augusti 1919 hade 1 028 platser och ägdes av Palladiumbiograferna. Arkitekter var Otto Dymling och Pehr Nilsson. När den stängdes 17 februari 2008 ägdes biografen av Svensk Filmindustri (SF) och hade 770 platser. På parkett fanns 565 platser fördelade på 21 rader, och på balkong fanns det 8 rader med 205 platser. Dukens storlek var 6x15 meter och ljudsystemen var DTS, Dolby SR-D, SR-D-EX och DTS-ES.
Den sista filmen som visades på Palladium var Sweeney Todd i regi av Tim Burton.
Palladiumbiograferna drev verksamheten 1919-1980, Europafilm 1980-1984 och SF från 1984 till stängningen 2008.

## Salongen
I början hade Palladium en mittgång och större läktare samt 60 stycken parkettloger. Taket i salongen innehåller omfattande plafondmålningar av konstnären Gunnar Ström, vilka är inramade av ornamentur.

## Renoveringar
Biografen blev under sina 89 år renoverad eller ombyggd ett antal gånger. Den 15 augusti 1921 öppnade man för säsongen efter en större renovering, 1928, 1936 renoverades salongen på nytt, denna gång av arkitekt Gustaf Alde, 1954 skedde stora ombyggnader, då bland annat läktarna drogs in mot pelarna, så att den 9 x 13 meter stora scenöppningen skulle kunna rymma den nya CinemaScope-duken, 1975 togs den övre foajén bort då Lilla Palladium byggdes och 1996 då Lilla Palladium stängdes.

## Lilla Palladium
Det öppnade en mindre salong - som byggts i den övre foajén efter design av Nisse Skoog - den 21 augusti 1975 och som hade 69 platser. Denna mindre salong stängdes 5 december 1996. Första filmen var Alice bor inte här längre.

## Cinemiracle
Palladium visade den genom historien enda film inspelad med en:Cinemiracle, Windjammer med premiär 12 juli 1960 och på programmet i 18 veckor. Det var en teknik som, liksom Cinerama, byggde på en sammansatt bild av tre separata projektorer vilket var 1950-talets filmsvar på det nya stora hotet, televisionen. Tekniken bestod i att visa tre olika filmvinklar med en så noggrann skarvning som filminspelning, lagring och uppspelning tillsammans kunde åstadkomma på en bred rundad duk. Upplevelsen av denna bredbildsteknik kompletterades ljudmässigt av 7 stycken analoga kanaler för att tillsammans skapa en närhetskänsla. Duken var 7 x 14 meter.

## Projektorer
Palladium fick 1963 projektorer för 70 mm-film och sex-kanaligt magnetljud med fem högtalare vid scenen och åtta i salongen. Därmed hade man den största permanenta tekniska bioutrustningen i Sverige. Sedan 1987 har Palladium haft två stycken, 827 kilo tunga, filmprojektorer, av gjutjärn, av en modell som började tillverkas 1955. De båda Philips DP70 flyttades hit efter att tidigare gjort tjänst på den nu nedlagda biografen Spegeln i Helsingborg. Som antyds i modellnamnet är det fråga om projektorer som klarar 70 mm:s film och användandet av gjutjärn har genom sin allmänna tyngd och stabilitet också fördelen att effektivt kunna "släcka ned" det mekaniska matningsslammer som annars kan störa filmupplevelsen. 